# Zelotibia flexuosa
Zelotibia flexuosa Russell-Smith & Murphy, 2005 è un ragno appartenente alla famiglia Gnaphosidae.

## Etimologia
Il nome della specie deriva dal termine latino flexuosus, che significa sinuoso, ricco di meandri, in riferimento alla forma dell'embolus del pedipalpo maschile.

## Caratteristiche
L'olotipo maschile rinvenuto ha lunghezza totale è di 6,40mm; la lunghezza del cefalotorace è di 2,08mm; e la larghezza è di 1,52mm.

## Distribuzione
La specie è stata reperita nel Ruanda: l'olotipo maschile è stato rinvenuto nella foresta di Rugege.

## Tassonomia
Al 2016 non sono note sottospecie e dal 2005 non sono stati esaminati nuovi esemplari.